# 布雷岑海姆
布雷岑海姆是德国莱茵兰-普法尔茨州的一个市镇。总面积5.81平方公里，总人口2480人，其中男性1265人，女性1215人（2011年12月31日），人口密度427人/平方公里。